# قزل‌احمد
قزل‌احمد یکی از روستاهای استان آذربایجان شرقی است که در دهستان عباس غربی بخش تیکمه‌داش شهرستان بستان‌آباد واقع شده‌است.

## جمعیت
این روستا حدود 40 خانوار در خود جای داده است، شغل اکثر قریب به اتفاق ساکنان این روستا دامداری و دامپروری است.